# L'Ergot
Pour les articles homonymes, voir Ergot.
L'Ergot fut un journal hebdomadaire créé par Georges Lenoir à Nice et géré par P. Sautour.
Il fut l'organe du groupe de résistants Lenoir. Son premier numéro sortit le 10 septembre 1944. Paul Gordeaux en fut son rédacteur en chef et son éditorialiste de 1944 à 1945.